# ハイパー (商社)
株式会社ハイパー（英: HYPER Inc.）は、東京都中央区に本社を置くコンピューターおよび周辺機器販売・保守および事務用品・機器などを販売する商社・アスクルエージェント。

## 沿革
- 1990年5月 東京都渋谷区においてハイパーコンセプション株式会社を設立。
- 1991年6月 東京都板橋区に本社移転。
- 1992年8月 東京都豊島区に本社移転。
- 1993年6月 神田営業所を設置。
- 1994年7月 東京都千代田区に本社移転。
- 2006年9月 ジャスダックに株式を上場。
- 2009年9月24日 株式会社ハイパーに社名変更。東京都中央区に本社移転。
- 2011年6月 大阪支店・広島支店を開設。
- 2014年8月 名古屋支店を開設。
- 2019年3月 東京証券取引所第二部へ市場変更[2]。
- 2020年3月 東京証券取引所第一部へ市場変更[3]。
- 2023年10月 東京証券取引所スタンダード市場へ市場変更[4]。

## 主な事業内容
- コンピュータ及びその周辺機器の販売及び設置設定・保守
- 通信機器、事務機器、オフィスオートメイション機器の販売及び設置・保守（事務用品はアスクルと業務提携）
- 情報処理サービス業及びソフトウェアの企画・開発・販売
- インターネットを利用した通信販売及びホームページの企画制作